# Palazzo Cybo Malaspina
Palazzo Cybo Malaspina o palazzo Ducale, già castello, è un edificio storico di Carrara. Oggi è sede dell'Accademia di Belle Arti.

## Storia e descrizione
L'edificazione del palazzo Cybo-Malaspina, costruito su precedenti fortificazioni risalenti al periodo longobardo, risale all'epoca di Guglielmo Malaspina, e nel 1448 divenne la residenza stabile della dinastia.
Dopo la caduta dei Malaspina e durante le diverse occupazioni che Carrara subì, molte opere in esso contenute furono trafugate, e il torrione fu adibito agli usi più svariati. Il palazzo è oggi costituito da due nuclei distinti: il primo è il castello malaspiniano, risalente al Duecento, e il secondo è il palazzo rinascimentale, iniziato da Alberico I nel tardo Cinquecento.
Il palazzo oggi ospita la sede centrale dell'Accademia di Belle Arti. All'interno di esso si trovano: nella sala delle colonne, la Biblioteca d'Istituto, che conserva due edizioni originali dell'"Encyclopédie"; nella sala dei nobili è presente la più completa marmoteca nazionale esistente; negli appartamenti privati del principe, gli archivi antiquari locali, la raccolta bibliografica lunigianese dei conti Del Medico, l'archivio Zaccagna e l'Emeroteca apuana; i resti delle antiche collezioni artistiche del palazzo (una pinacoteca, una raccolta di sculture con opere dei maestri dell'Accademia come Tenerani e Dazzi, e una gipsoteca, con gessi di Thorvaldsen, Canova, Tenerani, Dazzi, Finelli, Fontana e copie dei gessi vaticani conservati al Louvre).
Sotto il loggiato medievale si possono ammirare anche opere romane (su tutte la celebre edicola votiva dei Fantiscritti), medievali e rinascimentali.